# Arteria tibialis posterior

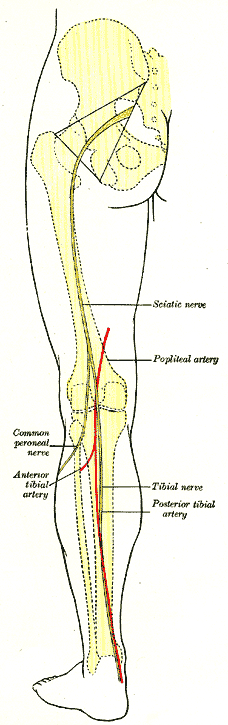
Arteria tibialis posterior

Die Arteria tibialis posterior (hintere Schienbeinarterie) – bei Tieren als Arteria tibialis caudalis bezeichnet – ist eine Schlagader am Unterschenkel. Sie ist die direkte Fortsetzung der Kniekehlarterie (Arteria poplitea) nach Abgang der schwächeren vorderen Schienbeinarterie (Arteria tibialis anterior).
Die Arteria tibialis posterior zieht in die Wadenmuskulatur und in dieser in Richtung Innenknöchel. In ihrem Verlauf entlässt sie mehrere Äste:
- Die Arteria fibularis zieht am Wadenbein Richtung Knöchel und beteiligt sich an der Versorgung der Unterschenkelmuskulatur.
- Die Arteria malleolaris medialis zieht zu einem Gefäßgeflecht am Innenknöchel (Rete malleolare mediale).
- Die Rami calcanei ziehen zum Fersenbein und speisen das dortige Gefäßgeflecht (Rete calcaneum).

Am Innenknöchel passiert die Arteria tibialis posterior den Tarsaltunnel und teilt sich in ihre Endäste, die Arteria plantaris lateralis und medialis.